# Seidenmuseum Okaya

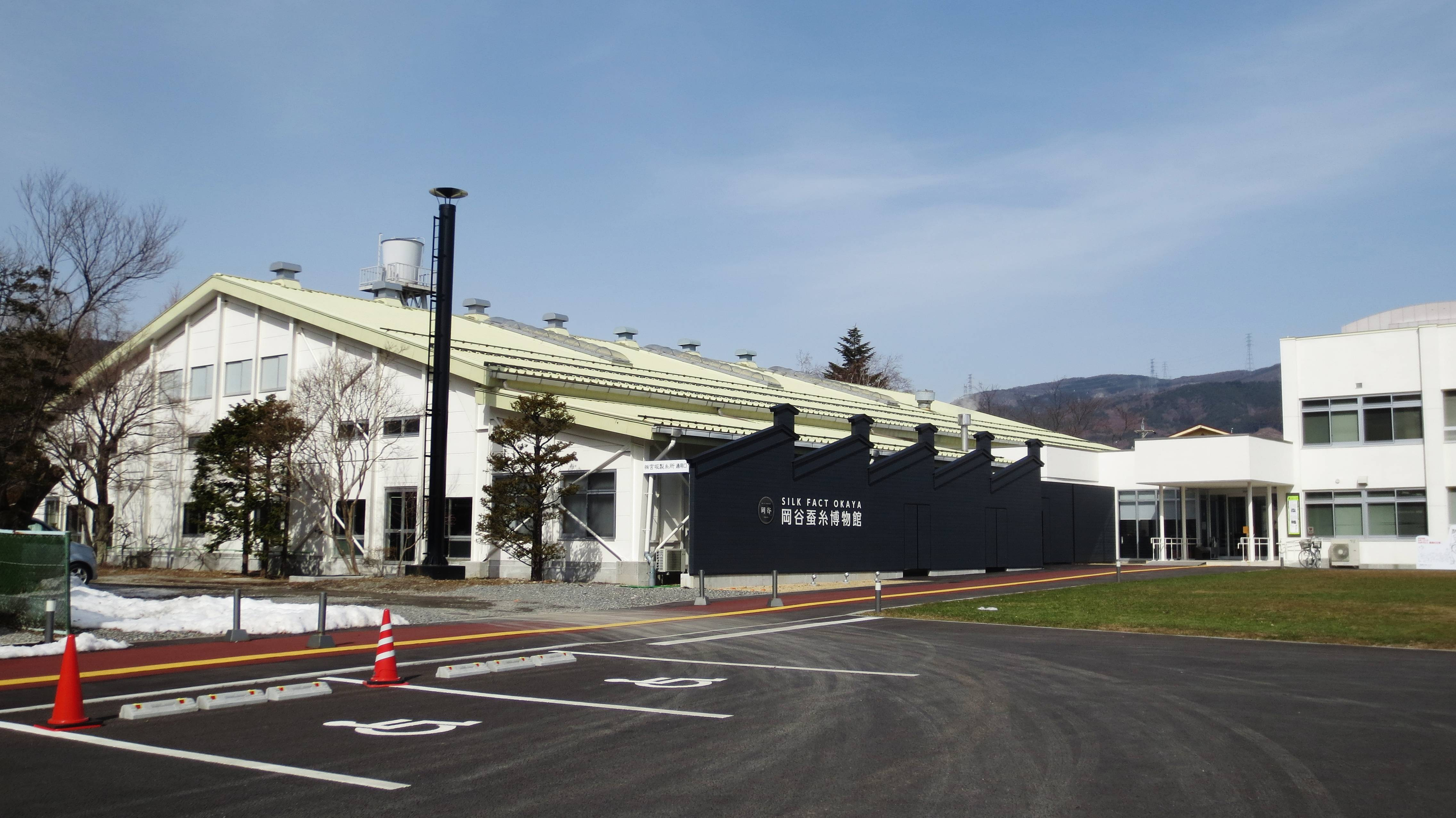
Seidenmuseum Okaya

Das Seidenmuseum Okaya (japanisch 市立岡谷蚕糸博物館, Shiritsu Okaya Sanshi Hakubutsukan, „Städtisches Seidenmuseum Okaya“) wurde 1964 am Rande von Okaya in der Präfektur Nagano, Japan eröffnet. Es soll an die Zeit erinnern, in der Okaya und die gesamte Präfektur Nagano Zentrum der japanischen Seiden- und Seidenmanufakturmaschinen-Industrie war.

## Übersicht
Nach Juni 1859, als der Handelshafen von Yokohama in der Präfektur Kanagawa aufgrund der europäischen Nachfrage nach Rohseide für den Überseehandel geöffnet wurde, wurde Seide zu einem Exportschlager. Während die Seidenherstellung zu dieser Zeit in der Stadt Okaya vollständig von Hand erfolgte, wurden mit der Absicht, Qualität und Produktivität zu verbessern, Aufrollmaschinen eingeführt.
Rohseide aus Okaya war für ihre hohe Qualität bekannt. Zur Verarbeitung wurde die lokale Produktion hauptsächlich nach Kyōto verlagert, einem Zentrum der Textilindustrie bis in der zweiten Hälfte des 19. Jahrhunderts. Zur Förderung der Seidenindustrie wurden dann später von der  Regierung Haspelfabriken an Orten wie Okaya errichtet, wo Rohseide hergestellt wurde. Durch die nun wesentlich effizientere Verarbeitung von Rohseide entwickelte sich die Stadt rasant, insbesondere nach 1875, als das örtliche Unternehmen Nakayama die preiswerte Suwa-Aufwickelmaschine (諏訪式繰糸機, Suwa-shiki sōshiki) einsetzte. Schließlich sorgten lokale Produzenten für einheitliche Qualitätsstandards. Es wurde ein konsolidiertes Versandsystem organisiert, womit Okaya endgültig zum Zentrum der Rohseidenindustrie in Japan wurde. Als die nationale Produktion wuchs und Japan zum weltweit führenden Seidenproduzenten wurde, war die exportierte „Seide Okaya“ auf der ganzen Welt bekannt.

## Museale Aufbereitung

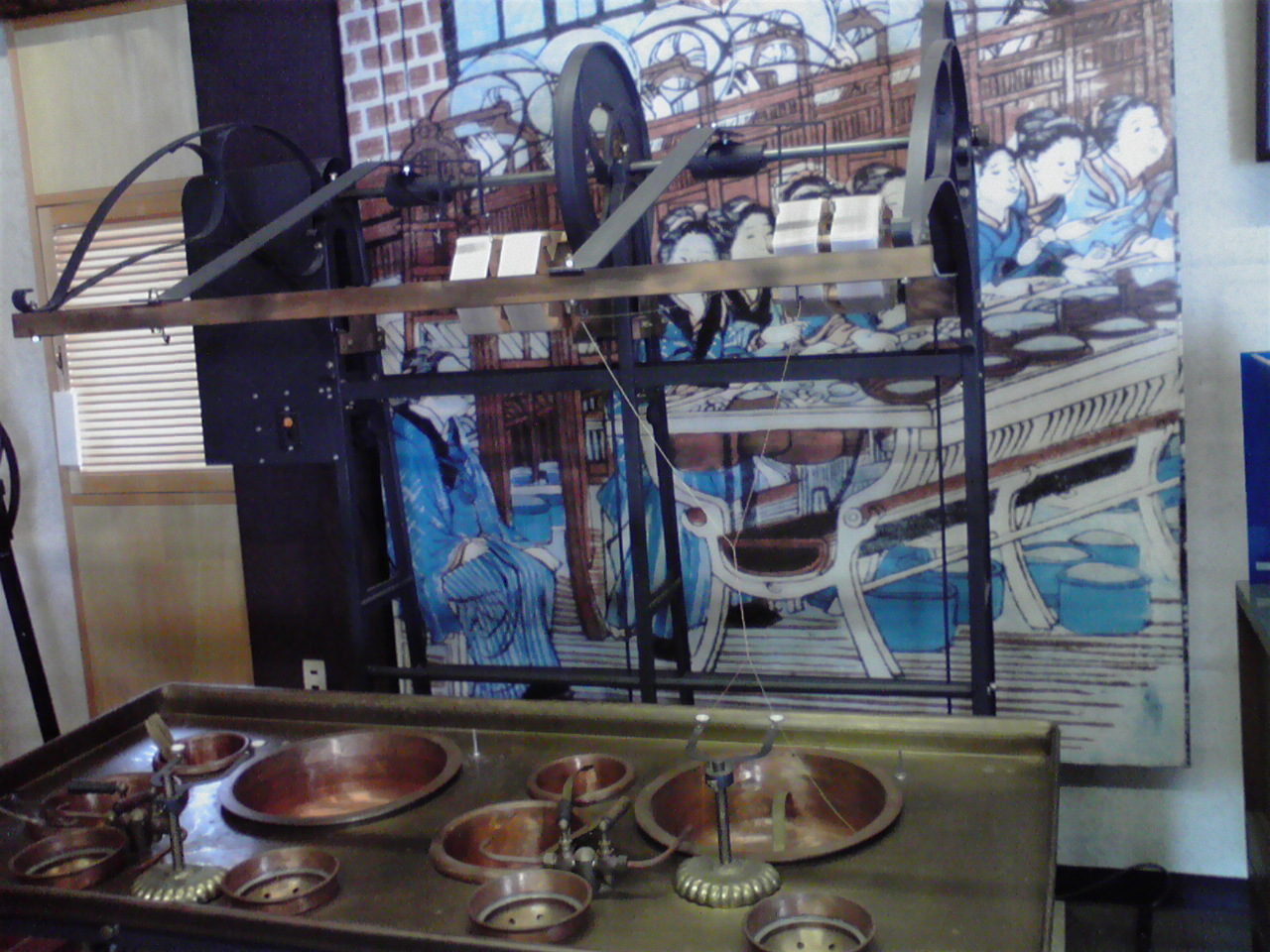
Beispiel einer Wickelmaschine im Seidenmuseum Okaya

Um ein Zeugnis der Industrie zu hinterlassen, die die frühe Modernisierung Japans unterstützte, beherbergt das Okaya-Seidenmuseum eine Sammlung von Wickelmaschinen und anderen Artefakten. Beginnend mit der einzigen verbliebenen französischen Spulmaschine in Japan, die 1872 in der Tomioka-Seidenspinnerei (宮坂製糸所) installiert worden war, kann man den Fortschritt der Branche anhand der Suwa-Spulmaschine und anderer Entwicklungen verfolgen, und dadurch ein Gefühl für die Blütezeit der Branche bekommen. Gezeigt wird u. a. eine laufende Seidenproduktion der Firma Miyasaka Seishisho (engl. Miyasaka Silk Reeling Co.) im Hauptgebäude des Museums.
Das Museum wurde nach einem Umzug im August 2014 im Zentrum der Stadt, unweit des Bahnhofs Okaya, neu eröffnet.